# Campionati italiani assoluti di atletica leggera indoor 2023
I cinquantaquattresimi campionati italiani assoluti di atletica leggera indoor si sono svolti al Palaindoor di Ancona, sede della manifestazione per la sedicesima volta, il 18 e 19 febbraio 2023 e hanno assegnato 26 titoli (13 maschili e 13 femminili), a cui si sono aggiunti i titoli dei campioni italiani di prove multiple, uno maschile e uno femminile. 
Durante la prima giornata di gare Roberta Bruni ha siglato il nuovo record italiano del salto con l'asta al coperto con la misura di 4,62 m, mentre Lorenzo Simonelli ha portato la migliore prestazione italiana under 23 dei 60 metri ostacoli a 7"66. Invece durante la seconda giornata Edoardo Stronati ha portato la migliore prestazione italiana under 20 del salto in alto a 2,24 m, eguagliando inoltre la migliore prestazione mondiale stagionale di categoria.
La manifestazione ha visto anche l'assegnazione dei titoli del campionato italiano di società indoor, che ha visto primeggiare l'Atletica Brescia 1950 con 88 punti per le donne, seguita da Atletica Vicentina con 54 punti e CUS Pro Patria Milano con 50 punti. La classifica di società maschile ha visto in testa l'Athletic Club 96 Alperia con 75 punti, seguito dal Gruppo Sportivo Fiamme Oro con 62,5 punti e la Pro Sesto Atletica Cernusco con 53 punti.

## Risultati

### Uomini
| Specialità                                                                              | Oro                                                                            | Prestazione | Argento                                                                                      | Prestazione | Bronzo                                                                                       | Prestazione |
| Corse                                                                                   |                                                                                |             |                                                                                              |             |                                                                                              |             |
| 60 m piani                                                                              | Samuele Ceccarelli Atletica Firenze Marathon                                   | 6"54        | Marcell Jacobs Gruppo Sportivo Fiamme Oro                                                    | 6"55        | Roberto Rigali Bergamo Stars Atletica                                                        | 6"69        |
| 400 m piani                                                                             | Riccardo Meli Gruppo Sportivo Fiamme Gialle                                    | 46"58       | Vladimir Aceti Gruppo Sportivo Fiamme Gialle                                                 | 46"74       | Lorenzo Benati Gruppo Sportivo Fiamme Azzurre                                                | 46"91       |
| 800 m piani                                                                             | Catalin Tecuceanu Silca Ultralite Vittorio Veneto                              | 1'45"99     | Simone Barontini Gruppo Sportivo Fiamme Azzurre                                              | 1'46"82     | Federico Riva Gruppo Sportivo Fiamme Gialle                                                  | 1'47"39     |
| 1500 m piani                                                                            | Pietro Arese Gruppo Sportivo Fiamme Gialle                                     | 3'48"07     | Joao Bussotti Centro Sportivo Esercito                                                       | 3'48"27     | Ossama Meslek Atletica Vicentina                                                             | 3'48"37     |
| 3000 m piani                                                                            | Ossama Meslek Atletica Vicentina                                               | 7'52"90     | Pietro Riva Gruppo Sportivo Fiamme Oro                                                       | 7'56"33     | Mattia Padovani Atletica Lecco Colombo Costruzioni                                           | 8'00"00     |
| 60 m hs                                                                                 | Lorenzo Simonelli Centro Sportivo Esercito                                     | 7"66        | Hassane Fofana Gruppo Sportivo Fiamme Oro                                                    | 7"72        | Nicolò Giacalone Atletica Biotekna                                                           | 7"96        |
| Marcia 5000 m                                                                           | Francesco Fortunato Gruppo Sportivo Fiamme Gialle                              | 18'37"63    | Riccardo Orsoni Gruppo Sportivo Fiamme Gialle                                                | 19'33"53 >  | Davide Finocchietti Atletica Libertas Unicusano Livorno                                      | 20'15"56 >  |
| Staffetta 4×2 giri                                                                      | CUS Pro Patria Milano Francesco Rossi Andrea Blesio Luca Sito Andrea Panassidi | 3'13"40     | Pro Sesto Atletica Cernusco Francesco Gargantini Matteo Colombo Mattia Cella Matteo Raimondi | 3'16"55     | Atletica Riccardi Milano 1946 Mario Lambrughi Amedeo Perazzo Stefano Grendene Andrea Lardini | 3'18"31     |
| Concorsi                                                                                |                                                                                |             |                                                                                              |             |                                                                                              |             |
| Salto in alto                                                                           | Stefano Sottile Gruppo Sportivo Fiamme Azzurre                                 | 2,26 m      | Marco Fassinotti Centro Sportivo Aeronautica Militare                                        | 2,24 m      | Edoardo Stronati Pro Sesto Atletica Cernusco                                                 | 2,24 m =    |
| Salto con l'asta                                                                        | Matteo Oliveri Atletica Virtus Lucca                                           | 5,43 m      | Simone Bertelli Safatletica Piemonte                                                         | 5,33 m      | Alessandro Sinno Centro Sportivo Aeronautica Militare                                        | 5,23 m      |
| Salto in lungo                                                                          | Filippo Randazzo Gruppo Sportivo Fiamme Gialle                                 | 7,68 m      | Lorenzo Mantenuto Atletica Gran Sasso                                                        | 7,54 m      | Mattia Furlani Gruppo Sportivo Fiamme Oro                                                    | 7,50 m      |
| Salto triplo                                                                            | Tobia Bocchi Centro Sportivo Carabinieri                                       | 16,83 m     | Simone Biasutti Gruppo Sportivo Fiamme Gialle                                                | 16,25 m     | Alex Fabbri A.S.D. Pontevecchio Bologna                                                      | 15,97 m     |
| Getto del peso                                                                          | Leonardo Fabbri Centro Sportivo Aeronautica Militare                           | 21,60 m     | Zane Weir Gruppo Sportivo Fiamme Gialle                                                      | 21,46 m     | Nick Ponzio Athletic Club 96 Alperia                                                         | 20,60 m     |
| record dei campionati; record nazionale; record personale; record personale stagionale. |                                                                                |             |                                                                                              |             |                                                                                              |             |

### Donne
| Specialità                                                                              | Oro                                                                                     | Prestazione | Argento                                                                             | Prestazione | Bronzo | Prestazione |
| Corse                                                                                   |                                                                                         |             |                                                                                     |             | |             |
| 60 m piani                                                                              | Gloria Hooper Atletica Brescia 1950                                                     | 7"31        | Vittoria Fontana Centro Sportivo Carabinieri                                        | 7"33        | Anna Bongiorni Centro Sportivo Carabinieri                                                                  | 7"34        |
| 400 m piani                                                                             | Ayomide Folorunso Gruppo Sportivo Fiamme Oro                                            | 52"28       | Alice Mangione Centro Sportivo Esercito                                             | 52"69       | Eleonora Marchiando Centro Sportivo Carabinieri                                                             | 52"70       |
| 800 m piani                                                                             | Eloisa Coiro Gruppo Sportivo Fiamme Azzurre                                             | 2'03"55     | Federica Del Buono Centro Sportivo Carabinieri                                      | 2'04"77     | Serena Troiani CUS Pro Patria Milano                                                                        | 2'06"48     |
| 1500 m piani                                                                            | Ludovica Cavalli Centro Sportivo Aeronautica Militare                                   | 4'08"00     | Sintayehu Vissa Atletica Brugnera Friulintagli                                      | 4'08"20     | Federica Del Buono Centro Sportivo Carabinieri                                                              | 4'12"10     |
| 3000 m piani                                                                            | Ludovica Cavalli Centro Sportivo Aeronautica Militare                                   | 9'14"25     | Federica Zanne Centro Sportivo Esercito                                             | 9'15"71     | Micol Majori Pro Sesto Atletica Cernusco                                                                    | 9'19"09     |
| 60 m hs                                                                                 | Nicla Mosetti Bracco Atletica                                                           | 8"04        | Elisa Di Lazzaro Centro Sportivo Carabinieri                                        | 8"04        | Veronica Besana Atletica Lecco Colombo Costruzioni                                                          | 8"14        |
| Marcia 3000 m                                                                           | Alexandrina Mihai Atletica Brescia 1950                                                 | 12'51"73 >  | Sara Vitiello Self Atletica Montanari Gruzza                                        | 13'25"32 ~  | Serena Di Fabio Polisportiva Tethys Chieti                                                                  | 14'02"82 ~  |
| Staffetta 4×2 giri                                                                      | CUS Pro Patria Milano Ilaria Burattin Serena Troiani Alexandra Troiani Virginia Troiani | 3'39"84     | Bracco Atletica Alessandra Iezzi Martina Canazza Alessia Brunetti Alessandra Bonora | 3'40"45     | Associazione Sportiva La Fratellanza 1874 Alessandra Morandi Alessia Baldini Lisa Martignani Anna Cavalieri | 3'44"77     |
| Concorsi                                                                                |                                                                                         |             |                                                                                     |             | |             |
| Salto in alto                                                                           | Elena Vallortigara Centro Sportivo Carabinieri                                          | 1,90 m      | Asia Tavernini U.S. Quercia Trentingrana                                            | 1,85 m      | Aurora Vicini CUS Parma                                                                                     | 1,85 m      |
| Salto con l'asta                                                                        | Roberta Bruni Centro Sportivo Carabinieri                                               | 4,62 m      | Elisa Molinarolo Gruppo Sportivo Fiamme Oro                                         | 4,52 m      | Giulia Valletti Borgnini Gruppo Sportivo Fiamme Gialle                                                      | 4,42 m      |
| Salto in lungo                                                                          | Larissa Iapichino Gruppo Sportivo Fiamme Gialle                                         | 6,53 m      | Ottavia Cestonaro Centro Sportivo Carabinieri                                       | 6,31 m      | Arianna Battistella Centro Sportivo Carabinieri                                                             | 6,27 m      |
| Salto triplo                                                                            | Dariya Derkach Centro Sportivo Aeronautica Militare                                     | 14,12 m     | Ottavia Cestonaro Centro Sportivo Carabinieri                                       | 14,11 m     | Francesca Lanciano Alteratletica Locorotondo                                                                | 13,13 m     |
| Getto del peso                                                                          | Monia Cantarella Atletica Libertas ARCS CUS Perugia                                     | 15,96 m     | Anna Musci Alteratletica Locorotondo                                                | 15,74 m     | Daisy Osakue Gruppo Sportivo Fiamme Gialle                                                                  | 15,50 m     |
| record dei campionati; record nazionale; record personale; record personale stagionale. |                                                                                         |             |                                                                                     |             | |             |

### Campionati italiani di prove multiple indoor
| Specialità                                                                              | Oro                                        | Prestazione | Argento                                            | Prestazione | Bronzo                                         | Prestazione |
| Eptathlon (uomini)                                                                      | Lorenzo Naidon U.S. Quercia Trentingrana   | 5714 p.     | Andrea Cerrato Atletica Fossano 75                 | 5462 p.     | Lorenzo Modugno Polisportiva Triveneto Trieste | 5309 p.     |
| Pentathlon (donne)                                                                      | Sveva Gerevini Centro Sportivo Carabinieri | 4411 p.     | Sara Chiaratti Atletica Libertas Unicusano Livorno | 3864 p.     | Alice Lunardon Atletica Riviera del Brenta     | 3830 p.     |
| record dei campionati; record nazionale; record personale; record personale stagionale. |                                            |             |                                                    |             |                                                |             |